# Rue Henri-Gorjus
La rue Henri-Gorjus est une voie située dans le 4e arrondissement de Lyon, dans le quartier de La Croix-Rousse.

## Situation et accès
L'allée débute rue Denfert Rochereau et aboutit rue Henri Chevalier.

## Origine du nom
La rue porte le nom d'Henri Gorjus, représentant, conseiller municipal et adjoint au maire du 1er et du 4e arrondissement de 1904 à 1925, né à Caluire le 31 janvier 1853 et mort le 2 juillet 1925 à Lyon.

## Historique
Cette nouvelle voie a été nommée par délibération du Conseil municipal de Lyon le 6 juillet 1925.